# Подсосное (Красноярский край)
Подсосное — село в Назаровском районе Красноярского края России. Административный центр Подсосенского сельсовета.

## География
Село расположено в 63 км к востоку от райцентра Назарово.

## Население
| 2010 |
| ---- |
| 985  |

Гендерный состав
По данным Всероссийской переписи населения 2010 года 468 мужчин и 517 женщин из 985 чел.